# Theodor Wüst
Theodor Wüst (* 27. Januar 1880 in Alesheim; † 1965 in Karlsruhe) war ein deutscher Verwaltungsjurist und Bezirksamtmann.

## Leben
Nach dem Abitur am Melanchthon-Gymnasium Nürnberg absolvierte Theodor Wüst ein Studium der Rechtswissenschaften an der Ludwig-Maximilians-Universität München und der Friedrich-Alexander-Universität Erlangen-Nürnberg, wo er Mitglied der Burschenschaft Germania Erlangen war. Nach der ersten juristischen Staatsprüfung schloss sich der dreijährige Vorbereitungsdienst (Referendariat) – unterbrochen durch den Militärdienst als Einjährig-Freiwilliger –  an. 1908 legte Wüst in Ansbach das Große juristische Staatsexamen ab, wurde Akzessist bei der Regierung von Mittelfranken und Assessor beim Bezirksamt Pegnitz. Nach seinem Kriegseinsatz vom 2. August 1914 bi zum 20. Juni 1918 erhielt er eine Anstellung als Assessor im Landkreis Traunstein, wo er Bezirksamtmann wurde. Am 1. November 1926 zum Regierungsrat ernannt, wurde er am 16. Juni 1928 als Bezirksamtmann mit der Leitung des Bezirksamtes Kulmbach beauftragt. Dieses Amt hatte er bis zu seinem Wechsel am 1. März 1938 als Leiter der Zweigstelle der bayerischen Hauptfürsorgestelle bei der Regierung von Niederbayern inne. In den Jahren 1933 und 1934 gehörte Wüst der SA an und trat am 1. Mai 1937 in die NSDAP ein. Am 1. August 1942 wurde er zum Oberregierungsrat befördert und nach Kriegsende im November 1945 seines Amtes enthoben. Im Entnazifizierungsverfahren wurde Wüst am 16. Dezember 1947 durch die Spruchkammer Regensburg als entlastet eingestuft, was seine weitere berufliche Tätigkeit beeinflusste. Über seinen weiteren Lebensweg gibt die Quellenlage keine Aufschlüsse.